# Future bass
Future bass là thuật ngữ cho một dạng thể loại trong nhạc nhảy điện tử nhấn mạnh vào âm bass và một số giai điệu được điều chỉnh. Thể loại này được Flume, Lido, Wave Racer và Cashmere Cat đưa ra và được phổ biến vào giữa những thập niên 2010 bởi các nghệ sĩ như Louis the Child, Marshmello, Martin Garrix, Mura Masa và San Holo.

## Lịch sử
Nguồn gốc của future bass có thể hình thành từ từ album cùng tên của Burial, được phát hành năm 2006. Thể loại này sau đó được tiên phong bởi Rustie, Hudson Mohawke và RL Grime, họ bắt đầu sản xuất các bản future bass vào năm 2010. Một trong những bản phổ biến của thể loại này là album Glass Swords của Rustie, phát hành năm 2011. Sau đó, vào năm 2013,  Flume đã phối lại bài hát You & Me của Disclosure, future bass trở nên phổ biến ở Anh, Hoa Kỳ, Nhật Bản, Trung Quốc, Hàn Quốc và Úc những năm kế tiếp.
Năm 2016 được xem là năm thế loại này phổ biến theo phong cách "đột phá".

## Tiểu thể loại
Một thể loại khác thuộc thể loại này bao gồm:

### Kawaii future bass(hoặc Kawaii bass)
Tiểu thể loại này thường sử dụng âm sắc "kawaii" và tươi vui, ảnh hưởng từ nền văn hóa đại chúng Nhật Bản. Thông thường giai điệu dùng chiptune, các mẫu giọng anime, bộ gõ và sử dụng âm thanh tự nhiên. Snail's House, Yunomi, Hyper Potions và các nghệ sĩ khác là những người tiên phong cho thể loại phụ này, sau khi Snail's House phát hành một album vào năm 2015.

## Nghệ sĩ và nhà sản xuất
Đây là một danh sách động và có thể không bao giờ có thể đáp ứng các tiêu chuẩn cụ thể để hoàn chỉnh. Bạn có thể giúp đỡ bằng cách mở rộng nó với các mục có nguồn gốc đáng tin cậy.
- Alison Wonderland[3]
- Cashmere Cat[4]
- Conro[8]
- Diplo[9]
- Flume[4][10]
- Flux Pavilion[3]
- Grandtheft[11]
- Gryffin[12]
- Hudson Mohawke[10]
- Illenium[3]
- James Blake[10]
- K?d[3]
- Krane[3]
- Krewella[13]
- Lido[14]
- Louis the Child[3]
- Madeon[3]
- Marshmello[10]
- Martin Garrix[15]
- Mura Masa[3]
- Mustard[16]
- Nghtmre[3]
- Odesza[4]
- Ookay[4]
- Porter Robinson[3]
- R3hab[13]
- RL Grime[17]
- Rustie[18]
- Said The Sky[19]
- San Holo[3][10]
- Slander[20]
- The Chainsmokers[10]
- Wave Racer[4][21]
- What So Not[3]
- Whethan[3]